# Marcelle Aka
Marcelle Aka, de son nom complet Marcelle Akissi Aka, est une journaliste ivoirienne du quotidien L'Inter.

## Biographie

### Carrière
Marcelle Akissi Aka est une journaliste ivoirienne, sociétaire du quotidien l'Inter. Elle est lauréate du Super Ebony 2000, en remportant le prix Jean-Pierre Ayé de la meilleure interview faisant d'elle la meilleure journaliste de la Côte d'Ivoire.
En 2023, elle préside le jury de l’édition 2022 du prix Médias pour la science et le développement (MSD).

## Prix et distinctions
- 2021: prix Super Ebony 2020[3]